# Van Rocks
Die Van Rocks (von englisch van ‚zuvorderst, an vorderster Front‘ bzw. als Kurzform von englisch vanguard ‚Vorhut, Vortrupp‘) sind zwei Gruppen auffälliger spitzer Klippen im Archipel der Südlichen Shetlandinseln. Sie liegen westlich des Kap James, der Südspitze von Smith Island, in einer Entfernung von 3 bis 5 km.
Der britische Seefahrer Henry Foster kartierte sie bei seiner von 1827 bis 1831 unternommenen Reise mit der HMS Chanticleer in grober Weise. Wissenschaftler des Falkland Islands Dependencies Survey nahmen 1959 anhand von Luftaufnahmen der Falkland Islands and Dependencies Aerial Survey Expedition aus den Jahren von 1955 bis 1957 eine exaktere Kartierung vor. Das UK Antarctic Place-Names Committee benannte die Felsen 1962 so, weil sie bei einer Anfahrt von Westen die ersten geographischen Objekte der Südlichen Shetlandinseln sind und somit gewissermaßen die Vorhut der übrigen Inseln des Archipels bilden.